# Кадр

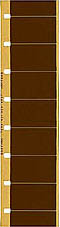
Фрагмент 16-мм плівки з кількома кадрами

Кадр — один з багатьох фотографічних зображень у кінофільмі (в мультфільмі — один з малюнків). У звичайних фільмах кадри робляться кінокамерою у послідовному порядку, але в мультфільмах і сценах з спеціальними ефектами вони можуть вироблятися по одному.
Кадри найчастіше зберігаються на кіноплівці шириною 35 мм, у якій розмір одного кадру становить 22 на 16 мм. В цифровому відео зберігається не сам кадр, а лише його відмінність від попереднього кадру. Для реалізації такого підходу використовується один з алгоритмів стиснення даних. Стиснення відеоматеріалу значно скорочує обсяг пам'яті, необхідний для його зберігання. Так, наприклад, алгоритм стиснення в популярному стандарті MPEG-2 забезпечує економію пам'яті в 15-30 разів.